# Charley Scalies
Charles Joseph Scalies Jr. (19. července 1940 Filadelfie – 1. května 2025) byl americký herec, známý především díky roli šéfa dělníku Thomase „Koňská tvář“ Pakuse ve druhé sérii seriálu The Wire – Špína Baltimoru (2002) z produkce HBO. 

## Kariéra
Poprvé se výrazněji filmové prosadil již v 90. letech 20. století, kdy si zahrál po boku Al Pacina ve filmu Poslední čtvrťák. Jednou z jeho nejznámějších rolí byl šéf dělníků Thomas "Koňská tvář" Pasuka, kterého ztvárnil v druhé sérii seriálu The Wire – Špína Baltimoru.
Objevil se také v páté sérii seriálu Rodina Sopránů jako trenér Molinaro. Dále si zahrál několik epizodních rolí v seriálech včetně Zločin v ulicích, Odložené případy a Zákon a pořádek.

## Osobní život
Charles Joseph Scalies Jr. se narodil 19. července 1940 ve Filadelfii jakožto nejmladší ze tří dětí. Vyrůstal v jižní Filadelfii. Během studií na St. Joseph's College společně se svým kamarádem vystupoval jako stand-up komik.
Po vystudování vysoké školy získal práci ředitele ve  společnosti Clifton Precision a poté založil vlastní poradenskou firmu zaměřenou na audity a řízení kvality.

### Smrt
Zemřel 1. května 2025 v pečovatelském domě ve Phoenixville v Pensylvánii po dlouhém boji s Alzheimerovou chorobou.

## Filmografie

### Filmy
- Stav ohrožení (1995)
- Poslední čtvrťák (1995)
- Dvanáct opic (1995)
- Nespoutaná volnost (1999)
- Táta na plný úvazek (2004)